# Happy Birthday to Me
Happy Birthday To Me è il terzo album del gruppo musicale statunitense The Muffs, pubblicato il 20 maggio 1997 dalla Reprise Records.

## Tracce
Tutte le canzoni sono state scritte da Kim Shattuck.
1. Crush Me – 1:48
2. That Awful Man – 1:59
3. Honeymoon – 1:55
4. All Blue Baby – 2:50
5. My Crazy Afternoon – 2:35
6. Is It All Okay? – 3:01
7. Pennywhore – 1:21
8. Outer Space – 3:12
9. I'm A Dick – 1:53
10. Nothing – 1:28
11. Where Only I Could Go – 2:09
12. Upside Down – 2:42
13. You And Your Parrot – 2:17
14. Keep Holding Me – 3:09
15. The Best Time Around – 3:18

## Formazione
- Kim Shattuck – chitarra, voce
- Ronnie Barnett – basso
- Roy McDonald – batteria
- Sally Browder e Steve Holroyd – mixaggio